# 178008 Пікард
178008 Пікард (178008 Picard) — астероїд головного поясу, відкритий 30 серпня 2006 року.
Тіссеранів параметр щодо Юпітера — 3,089.